# エコルとごし
エコルとごしは、東京都品川区に所在する戸越公園内にある品川区立の環境学習交流施設。
2018年（平成30年）に策定された「品川区環境基本計画」に則り、環境啓発や学習、区民の交流等を目的に整備された。キャッチコピーは、「つなぐ つづける つくりだす ～エコなミライへ～」。また、同施設の年間消費一次エネルギーが建築物のエネルギー消費性能の向上に関する法律の定める基準より91％削減が見込まれ、東京都内の公共建築物として初めて「Nearly ZEB」の認証を取得。これは地中熱を空調熱源に使用し、また屋上には288枚の太陽光パネルを設置することによる創エネ等により実現した。更には、卓越風を考慮した重力換気窓などの未評価技術などの効果により、運営初年度となる令和4年度は97%の削減が実現した。なお品川区の公共施設は、エコルとごし以降もZEB 認証を継続的に取得し、全国自治帯で最多の施設数を有するとされている。同施設建設の際も、建築工事現場で使う電力は再生可能エネルギー100%のもので賄い、重機等の燃料もGTL燃料を使用した。品川区、設計者等の連携により、2022年（令和4年）にグッドデザイン賞を「公共の建築・空間」部門で受賞。2023年（令和5年）にウッドデザイン賞を受賞。

## 施設
1階
- コミュニティラウンジ
- キッズスペース
- 遊具広場

2階
- 地域交流室
- ボランティア室

3階
- 映像展示
- 常設展示室
- メッセージ展示室
- 多目的スペース
- 菜園デッキ

## 近隣施設
- 品川区立ゆたか図書館
- 文庫の森
- 戸越体育館

## アクセス
- 東急大井町線 戸越公園駅 - 徒歩で約7分。
- 東急大井町線 下神明駅 - 徒歩で約7分。
- 都営浅草線 戸越駅 - 徒歩で約12分。
- 東急池上線 戸越銀座駅 - 徒歩で約15分。